# César 1976
Die 1. Verleihung der Césars fand am 3. April 1976 im Palais des congrès de Paris statt. Präsident der Verleihung war der Schauspieler Jean Gabin, der ein halbes Jahr später verstarb. Ausgestrahlt wurde die Verleihung, durch die Pierre Tchernia als Gastgeber führte, vom öffentlich-rechtlichen Fernsehsender Antenne 2, dem heutigen France 2.
Die beiden großen Favoriten der Verleihung, bei der Preise in insgesamt 13 Kategorien vergeben wurden, waren Bertrand Taverniers Historienfilm Wenn das Fest beginnt … und Robert Enricos Kriegsdrama Das alte Gewehr, das schließlich den César als bester Film gewann. Bei insgesamt neun Nominierungen wurde Enricos Film mit zwei weiteren Preisen prämiert, für die beste Filmmusik und in der Kategorie Bester Hauptdarsteller, in der sich Philippe Noiret unter anderem gegen Gérard Depardieu in Quartett Bestial durchsetzte. Wenn das Fest beginnt … wurde bei sieben Nominierungen in den Kategorien Bestes Drehbuch, Bestes Szenenbild, Bester Nebendarsteller und Beste Regie ausgezeichnet. Regisseur Tavernier schlug dabei Robert Enrico, Jean-Paul Rappeneau und François Truffaut. Der zum besten Nebendarsteller gekürte Jean Rochefort war als erster Preisträger des Abends der erste César-Preisträger überhaupt. Beste Hauptdarstellerin wurde Romy Schneider für ihre Rolle in dem Filmdrama Nachtblende. Ebenfalls in dieser Kategorie nominiert waren Isabelle Adjani, Catherine Deneuve und Delphine Seyrig. Rappeneaus Filmkomödie Die schönen Wilden ging bei vier Nominierungen am Ende leer aus, ebenso Truffauts Die Geschichte der Adèle H. bei drei Nominierungen. Abseits der 13 Preiskategorien wurden zwei Ehrenpreise an Ingrid Bergman und Diana Ross vergeben.

Das Palais des congrès de Paris, der Veranstaltungsort der Verleihung

## Gewinner und Nominierungen
| Statistik (Filme mit mehr als einer Nominierung) N=Nominierung; A=Auszeichnung |   |   |
| Film                                                                           | N | A |
| Das alte Gewehr                                                                | 9 | 3 |
| Wenn das Fest beginnt …                                                        | 7 | 4 |
| Cousin, Cousine                                                                | 4 | 1 |
| Quartett Bestial                                                               | 4 | 1 |
| Die schönen Wilden                                                             | 4 | 0 |
| Nachtblende                                                                    | 3 | 1 |
| Adieu Bulle                                                                    | 3 | 0 |
| Die Geschichte der Adèle H.                                                    | 3 | 0 |
| India Song                                                                     | 3 | 0 |
| Black Moon                                                                     | 2 | 2 |
| Das Fleisch der Orchidee                                                       | 2 | 0 |
| Die Gelüste des Herrn Theobald                                                 | 2 | 0 |

### Bester Film (Meilleur film)
Das alte Gewehr (Le vieux fusil) – Regie: Robert Enrico
- Cousin, Cousine (Cousin, cousine) – Regie: Jean-Charles Tacchella
- Wenn das Fest beginnt … (Que la fête commence) – Regie: Bertrand Tavernier
- Quartett Bestial (Sept morts sur ordonnance) – Regie: Jacques Rouffio

### Beste Regie (Meilleur réalisateur)
Bertrand Tavernier – Wenn das Fest beginnt … (Que la fête commence)
- Robert Enrico – Das alte Gewehr (Le vieux fusil)
- Jean-Paul Rappeneau – Die schönen Wilden (Le sauvage)
- François Truffaut – Die Geschichte der Adèle H. (L’histoire d’Adèle H.)

### Bester Hauptdarsteller (Meilleur acteur)
Philippe Noiret – Das alte Gewehr (Le vieux fusil)
- Gérard Depardieu – Quartett Bestial (Sept morts sur ordonnance)
- Victor Lanoux – Cousin, Cousine (Cousin, cousine)
- Jean-Pierre Marielle – Die Gelüste des Herrn Theobald (Les galettes de Pont-Aven)

### Beste Hauptdarstellerin (Meilleure actrice)
Romy Schneider – Nachtblende (L’important c’est d’aimer)
- Isabelle Adjani – Die Geschichte der Adèle H. (L’histoire d’Adèle H.)
- Catherine Deneuve – Die schönen Wilden (Le sauvage)
- Delphine Seyrig – India Song

### Bester Nebendarsteller (Meilleur acteur dans un second rôle)
Jean Rochefort – Wenn das Fest beginnt … (Que la fête commence)
- Jean Bouise – Das alte Gewehr (Le vieux fusil)
- Patrick Dewaere – Adieu, Bulle (Adieu poulet)
- Victor Lanoux – Adieu, Bulle (Adieu poulet)

### Beste Nebendarstellerin (Meilleure actrice dans un second rôle)
Marie-France Pisier – Cousin, Cousine (Cousin, cousine) und Erinnerungen aus Frankreich (Souvenirs d’en France)
- Andréa Ferréol – Die Gelüste des Herrn Theobald (Les galettes de Pont-Aven)
- Isabelle Huppert – Aloïse
- Christine Pascal – Wenn das Fest beginnt … (Que la fête commence)

### Bestes Drehbuch (Meilleur scénario original ou adaptation)
Jean Aurenche und Bertrand Tavernier – Wenn das Fest beginnt … (Que la fête commence)
- Robert Enrico und Pascal Jardin – Das alte Gewehr (Le vieux fusil)
- Jacques Rouffio und Georges Conchon – Quartett Bestial (Sept morts sur ordonnance)
- Jean Charles Tacchella – Cousin, Cousine (Cousin, cousine)

### Beste Filmmusik (Meilleure musique écrite pour un film)
François de Roubaix – Das alte Gewehr (Le vieux fusil)
- Carlos D’Alessio – India Song
- Antoine Duhamel und Philippe d’Orléans – Wenn das Fest beginnt … (Que la fête commence)
- Paul de Senneville und Olivier Toussaint – Un linceul n’a pas de poches

### Bestes Szenenbild (Meilleurs décors)
Pierre Guffroy – Wenn das Fest beginnt … (Que la fête commence)
- Richard Peduzzi – Das Fleisch der Orchidee (La chair de l’orchidée)
- Jean-Pierre Kohut-Svelko – Die Geschichte der Adèle H. (L’histoire d’Adèle H.)
- Jean-Pierre Kohut-Svelko – Nachtblende (L’important c’est d'aimer)

### Beste Kamera (Meilleure photographie)
Sven Nykvist – Black Moon
- Étienne Becker – Das alte Gewehr (Le vieux fusil)
- Pierre Lhomme – Das Fleisch der Orchidee (La chair de l’orchidée)
- Pierre Lhomme – Die schönen Wilden (Le sauvage)

### Bester Ton (Meilleur son)
Nara Kollery und Luc Perini – Black Moon
- Bernard Aubouy – Das alte Gewehr (Le vieux fusil)
- Harrik Maury und Harald Maury – Hu-Man
- Michel Vionnet – India Song

### Bester Schnitt (Meilleur montage)
Geneviève Winding – Quartett Bestial (Sept morts sur ordonnance)
- Christiane Lack – Nachtblende (L’important c’est d’aimer)
- Jean Ravel – Adieu, Bulle (Adieu poulet)
- Marie-Josèphe Yoyotte – Die schönen Wilden (Le sauvage)
- Eva Zora – Das alte Gewehr (Le vieux fusil)

### Bester ausländischer Film (Meilleur film étranger)
Der Duft der Frauen (Profumo di donna), Italien – Regie: Dino Risi
- Aguirre, der Zorn Gottes, Deutschland/Mexiko/Peru – Regie: Werner Herzog
- Nashville, USA – Regie: Robert Altman
- Die Zauberflöte (Trollflöjten), Schweden – Regie: Ingmar Bergman

## Ehrenpreis (César d’honneur)
- Ingrid Bergman, schwedische Schauspielerin
- Diana Ross, US-amerikanische Sängerin